# Миляев, Василий Евгеньевич
Васи́лий Евге́ньевич Миля́ев  (настоящая фамилия Евге́ньев; 1874—1929) — русский и советский поэт и прозаик.
Работал под псевдонимами: Гисторикус; Дядя Митяй; Кобзаренко, В.; М—в, В.; Морской; Москвин В.; Чужой В.; Чужой Василий.

## Биография
Родился 27 февраль 1874 года в селе Ивановское Корчевского уезда Тверской губернии в мещанской семье.
В 1881 году семья переехала в Москву, где до 1896 года Василий учился в начальном городском училище. С пятнадцати лет начал работать в строительной конторе. В 1892 году опубликовал первый рассказ «Новогоднее счастье». Автор сборника лирических рассказов «Лиловая сирень» (1894), фельетонов «Провинциальная жизнь» (1895). В 1905 году издавал сатирический журнал «Шрапнель». За свои взгляды подвергался аресту и выселению. В 1918 году вернулся в Москву и стал служить в милиции.
Некоторое время жил и работал в Воронеже, печатался в газете «Известия Воронежского Совета рабочих и красноармейских депутатов» и журнале «Огни». В 1919 году вернулся в родное село, где работал судьей.
Был женат на Мариамне Ивановне Гусак, в 1905 году у них родилась дочь Мария.
Умер в Мариуполе в 1929 году.
В Институт мировой литературы имени А. М. Горького РАН имеются документы, относящиеся к В. Е. Миляеву.